# Pierre Jadart du Merbion
Pierre Jadart du Merbion dit Dumerbion, né le 30 avril 1737 à Montmeillant, mort le 25 février 1797 à Montmeillant), est un général de division de la Révolution française.

## Enfance et début de carrière militaire
Pierre Jadart du Merbion naît le 30 avril 1737 à Montmeillant. Il est le fils de Pierre Jadart du Merbion et de Marie Peltier. À cette époque, son père né en 1692 est major au régiment de Bergeret. La famille compte cinq enfants. Son parrain, Pierre Jadart est trésorier extraordinaire de guerre à Huningue.
Du Merbion s’engage le 1er avril 1754 comme lieutenant dans un bataillon de miliciens, levé par Mazarin. Le 5 novembre 1757, il entre au régiment de Vexin comme lieutenant. De 1757 à 1761, il prend part à la campagne de Hanovre où il est fait prisonnier à Harbourg dès le 28 décembre 1757. Il sera échangé le 23 juillet 1761.
Le 1er février 1763, il est promu sous-aide major puis aide major le 29 février 1768. L’année suivante, il obtient le grade de capitaine. De 1765 à 1772, Du Merbion est en Amérique. Il devient successivement capitaine de chasseurs le 6 juin 1776 puis capitaine de grenadiers le 2 août 1780. Il est entretemps fait chevalier de Saint-Louis, le 22 janvier 1779. Le 25 février 1782, Pierre du Merbion est promu capitaine commandant. Dix ans plus tard, le 5 février 1792, il devient lieutenant colonel au 91e régiment pour devenir colonel le 15 octobre de la même année.

## Le général du Merbion
Le 8 mars 1793, Pierre Jadart du Merbion est élevé au grade de général de brigade puis de général de division le 15 mai, sous les ordres du général en chef Biron. Il est nommé général en chef de l’armée d’Italie le 8 août de la même année, commandement qu’il conservera jusqu’au 20 novembre 1794. Pendant cette période, son armée affronte l’armée austro-sarde aux combats de Gilette et Oneille, et remporte la victoire lors de la bataille de Saorgio, qui se déroule du 24 au 28 avril 1794. Cependant la santé de Du Merbion l’empêche de diriger les combats, et ce sont des généraux plus jeunes tels Dugommier ou Masséna qui mènent effectivement les opérations.

## Fin de vie
Du Merbion prend sa retraite le 13 janvier 1795 avec trente-cinq ans de service, il est relevé par le général Schérer. La Convention nationale dit de lui : « Dumerbion était non seulement un général républicain, mais encore un des généraux les plus instruits de France ». Il part vivre chez sa sœur à Montmeillant où il meurt. Napoléon dira de lui à Sainte-Hélène : « C'était un homme d'un esprit droit, brave de sa personne, mais rongé de goutte et qui restait constamment au lit, où il se trouvait retenu des mois entiers ».

## Hommages

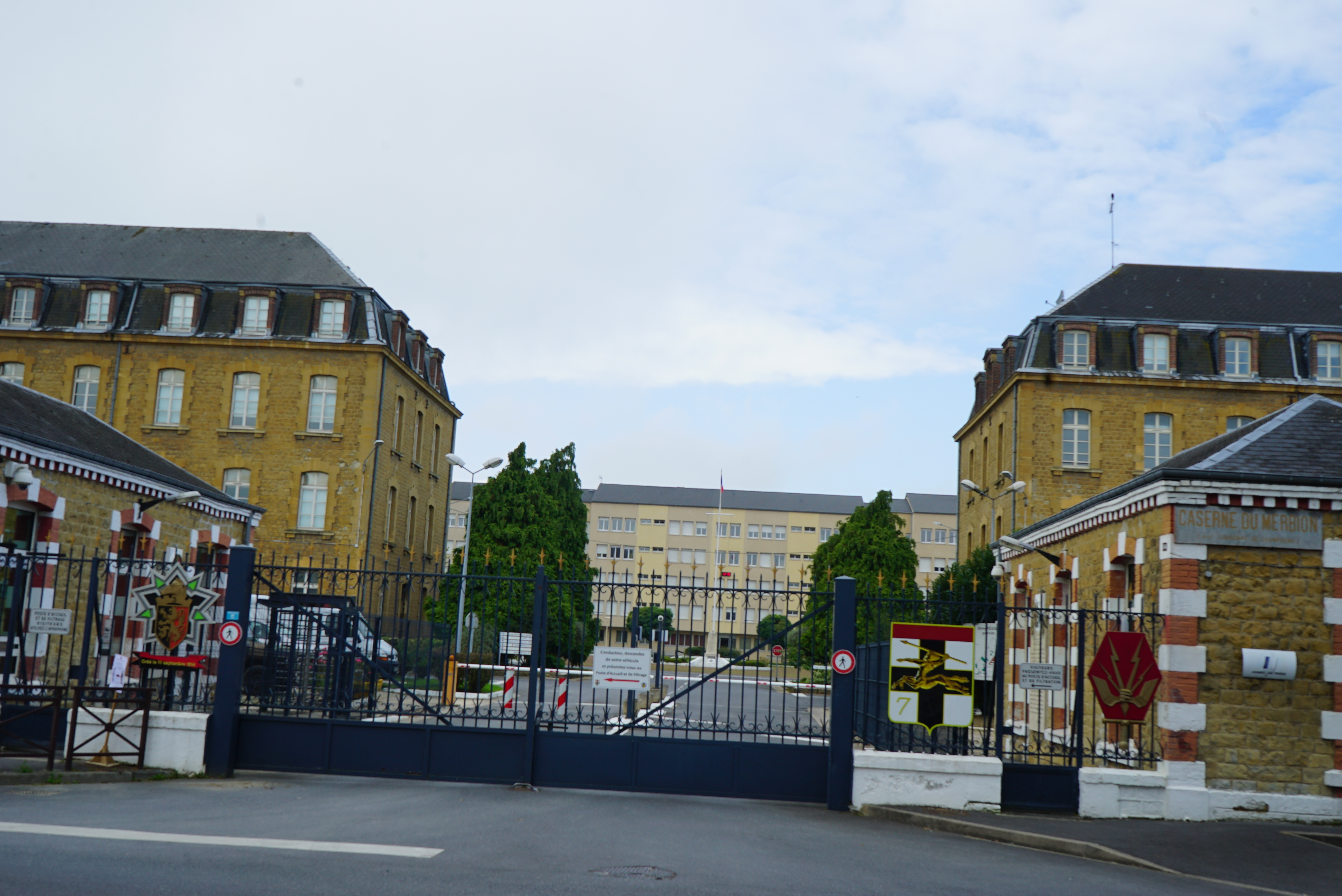
La caserne du Merbion.

- Une rue de Charleville-Mézières porte le nom du général.
- La caserne du 3e régiment du génie située à Charleville-Mézières porte le nom de Pierre Jadart du Merbion.
- Le nom du général est gravé sur l’Arc de triomphe de l'Étoile.
- Une rue et un monument ont été inaugurés en l’honneur de Du Merbion en 1899 à Montmeillant.

## Source
- « Pierre Jadart du Merbion », dans Charles Mullié, Biographie des célébrités militaires des armées de terre et de mer de 1789 à 1850, 1852 [détail de l’édition].
- Gilles Candela, L’armée d’Italie : Nice 1792-1796, Serre, 2000.
- Alain Chapellier, Des hommes aux racines d’Ardennes, Les Éditions du Plateau de Rocroi, 2003, et .